# Benjamin Tabart
Benjamin Tabart (1767-1833) était un éditeur et libraire anglais. Il travaillait dans la Juvenile Library de New Bond Street, à Londres. La plupart des livres qu'il publiait ont été écrits par lui-même. À une époque où la littérature pour enfants était strictement moralisatrice, il a innové avec ses contes de fées, ses chansonss enfantines légères et ses chapbook. Sa version du conte de Jack et le Haricot magique (1807) est la plus influente,.